# Herrarnas släggkastning vid världsmästerskapen i friidrott 2022
Herrarnas släggkastning vid världsmästerskapen i friidrott 2022 avgjordes mellan den 15 och 16 juli 2022 på Hayward Field i Eugene i USA.
Polska Paweł Fajdek tog sitt femte raka VM-guld i slägga efter ett kast på världsårsbästat 81,98 meter. Silvret togs av hans landsman Wojciech Nowicki och bronset togs av norska Eivind Henriksen.

## Rekord
Innan tävlingens start fanns följande rekord:
| Rekord                                         | Idrottare              | Distans | Plats                   | Datum            |
| ---------------------------------------------- | ---------------------- | ------- | ----------------------- | ---------------- |
| Världsrekord                                   | Jurij Sedych (URS)     | 86,74 m | Stuttgart, Västtyskland | 30 augusti 1986  |
| Mästerskapsrekord                              | Ivan Tsichan (BLR)     | 83,63 m | Osaka, Japan            | 27 augusti 2007  |
| Världsårsbästa                                 | Wojciech Nowicki (POL) | 81,58 m | Chorzów, Polen          | 5 juni 2022      |
| Afrikanskt rekord                              | Mostafa El Gamel (EGY) | 81,27 m | Kairo, Egypten          | 21 mars 2014     |
| Asiatiskt rekord                               | Koji Murofushi (JPN)   | 84,86 m | Prag, Tjeckien          | 29 juni 2003     |
| Nord-, centralamerikanskt och karibiskt rekord | Lance Deal (USA)       | 82,52 m | Milano, Italien         | 7 september 1996 |
| Sydamerikanskt rekord                          | Wagner Domingos (BRA)  | 78,63 m | Celje, Slovenien        | 19 juni 2016     |
| Europeiskt rekord                              | Jurij Sedych (URS)     | 86,74 m | Stuttgart, Västtyskland | 30 augusti 1986  |
| Oceaniskt rekord                               | Stuart Rendell (AUS)   | 79,29 m | Varaždin, Kroatien      | 6 juli 2002      |

## Program
Alla tider är lokal tid (UTC−7).
| Datum   | Tid   | Omgång |
| ------- | ----- | ------ |
| 15 juli | 09:05 | Kval   |
| 16 juli | 12:00 | Final  |

## Resultat

### Kval
Kvalregler: Kast på minst 77,50 meter 0Q0 eller de 12 friidrottare med längst kast 0q0 gick vidare till finalen.
| Placering | Grupp | Namn                   | Nationalitet   | Omgång  | Omgång  | Omgång  | Distans            | Noteringar |
| Placering | Grupp | Namn                   | Nationalitet   | 1       | 2       | 3       | Distans            | Noteringar |
| --------- | ----- | ---------------------- | -------------- | ------- | ------- | ------- | ------------------ | ---------- |
| 1         | B     | Paweł Fajdek           | Polen          | 74,63 m | 80,09 m |         | 80,09 m            | 0Q0        |
| 2         | A     | Daniel Haugh           | USA            | 74,56 m | 77,13 m | 79,34 m | 79,34 m            | 0Q0        |
| 3         | A     | Wojciech Nowicki       | Polen          | 79,22 m |         |         | 79,22 m            | 0Q0        |
| 4         | B     | Bence Halász           | Ungern         | 79,13 m |         |         | 79,13 m            | 0Q0        |
| 5         | B     | Rudy Winkler           | USA            | 76,97 m | 78,61 m |         | 78,61 m            | 0Q0        |
| 6         | A     | Eivind Henriksen       | Norge          | 78,12 m |         |         | 78,12 m            | 0Q0        |
| 7         | B     | Quentin Bigot          | Frankrike      | 75,62 m | 77,95 m |         | 77,95 m            | 0Q0        |
| 8         | B     | Mychajlo Kochan        | Ukraina        | 76,62 m | 74,95 m | 77,58 m | 77,58 m            | 0Q0        |
| 9         | A     | Nick Miller            | Storbritannien | 77,13 m | x       | x       | 77,13 m            | 0q0, 0SB0  |
| 10        | A     | Christos Frantzeskakis | Grekland       | 76,03 m | 74,47 m | 75,79 m | 76,03 m            | 0q0        |
| 11        | B     | Humberto Mansilla      | Chile          | 72,85 m | 74,39 m | 75,33 m | 75,33 m            | 0q0        |
| 12        | B     | Alex Young             | USA            | 74,67 m | x       | 72,97 m | 74,67 m            | 0q0        |
| 13        | A     | Adam Keenan            | Kanada         | 74,38 m | 74,44 m | 72,24 m | 74,44 m            |            |
| 14        | B     | Javier Cienfuegos      | Spanien        | 73,16 m | 72,43 m | 74,25 m | 74,25 m            |            |
| 15        | B     | Serghei Marghiev       | Moldavien      | 70,13 m | 73,46 m | 74,17 m | 74,17 m            |            |
| 16        | A     | Diego del Real         | Mexiko         | 73,96 m | 74,12 m | 73,23 m | 74,12 m            |            |
| 17        | B     | Rowan Hamilton         | Kanada         | 73,58 m | 74,02 m | 72,26 m | 74,02 m            |            |
| 18        | A     | Yann Chaussinand       | Frankrike      | 72,62 m | 73,95 m | x       | 73,95 m            |            |
| 19        | A     | Marcin Wrotyński       | Polen          | 73,00 m | 73,55 m | 73,26 m | 73,55 m            |            |
| 20        | B     | Ragnar Carlsson        | Sverige        | x       | 72,26 m | 73,45 m | 73,45 m            |            |
| 21        | B     | Thomas Mardal          | Norge          | 70,31 m | x       | 72,90 m | 72,90 m            |            |
| 22        | A     | Tristan Schwandke      | Tyskland       | 71,94 m | 72,87 m | 71,02 m | 72,87 m            |            |
| 23        | A     | Tuomas Seppänen        | Finland        | 72,63 m | 72,29 m | 72,81 m | 72,81 m            |            |
| 24        | A     | Hilmar Örn Jónsson     | Island         | 72,36 m | 72,72 m | x       | 72,72 m            |            |
| 25        | B     | Michail Anastasakis    | Grekland       | 70,35 m | 70,03 m | 72,40 m | 72,40 m            |            |
| 26        | B     | Allan Wolski           | Brasilien      | x       | 69,56 m | 71,27 m | 71,27 m            |            |
| 27        | B     | Aaron Kangas           | Finland        | 69,69 m | 69,64 m | 68,35 m | 69,69 m            |            |
| 28        | A     | Joaquín Gómez          | Argentina      | 69,03 m | 68,41 m | x       | 69,03 m            |            |
| 29        | A     | Denzel Comenentia      | Nederländerna  | x       | x       | x       | Inget giltigt kast |            |
| 30        | A     | Gabriel Kehr           | Chile          |         |         |         |                    | 0DNS0      |

### Final
Finalen startade den 16 juli klockan 12:00.
| Rank | Name                   | Nationality    | Round   | Round   | Round   | Round   | Round   | Round   | Mark    | Notes |
| Rank | Name                   | Nationality    | 1       | 2       | 3       | 4       | 5       | 6       | Mark    | Notes |
| ---- | ---------------------- | -------------- | ------- | ------- | ------- | ------- | ------- | ------- | ------- | ----- |
| 1    | Paweł Fajdek           | Polen          | 74,71 m | 80,58 m | 81,98 m | 79,13 m | x       | x       | 81,98 m | 0VB0  |
| 2    | Wojciech Nowicki       | Polen          | 77,40 m | 80,07 m | 81,03 m | x       | 79,45 m | 79,53 m | 81,03 m |       |
| 3    | Eivind Henriksen       | Norge          | 78,89 m | 80,87 m | x       | 75,55 m | 77,74 m | 78,19 m | 80,87 m | 0SB0  |
| 4    | Quentin Bigot          | Frankrike      | 79,52 m | 78,86 m | 80,24 m | 79,94 m | 79,85 m | 79,38 m | 80,24 m |       |
| 5    | Bence Halász           | Ungern         | 79,12 m | 79,46 m | 80,15 m | x       | 78,77 m | 79,07 m | 80,15 m | 0PB0  |
| 6    | Rudy Winkler           | USA            | 78,91 m | 77,49 m | x       | 78,51 m | 78,99 m | 78,89 m | 78,99 m |       |
| 7    | Mychajlo Kochan        | Ukraina        | 78,07 m | 78,83 m | x       | 77,94 m | 78,16 m | 77,97 m | 78,83 m | 0SB0  |
| 8    | Daniel Haugh           | USA            | 76,80 m | 78,10 m | x       | 76,52 m | 77,71 m | x       | 78,10 m |       |
| 9    | Christos Frantzeskakis | Grekland       | 77,04 m | 74,34 m | 76,85 m |         |         |         | 77,04 m |       |
| 10   | Humberto Mansilla      | Chile          | 73,91 m | 71,71 m | 73,05 m |         |         |         | 73,91 m |       |
| 11   | Nick Miller            | Storbritannien | x       | x       | 73,74 m |         |         |         | 73,74 m |       |
| 12   | Alex Young             | USA            | 73,60 m | 73,53 m | x       |         |         |         | 73,60 m |       |